# Змеиное вино
Змеиное вино (кит. 蛇酒, pinyin: shéjiǔ; вьет. rượu rắn) — это алкогольный напиток, производимый погружением змеи целиком в рисовое или хлебное вино.

## История напитка
Первые данные об употреблении данного напитка относятся к Китаю времён династии Чжоу. Данному напитку приписываются целебные свойства, поднятие тонуса и ряд положительных эффектов для здоровья, согласно традициям китайской народной медицины. Змеиное вино распространено в Китае, Вьетнаме и по всей Юго-Восточной Азии.
Змеи, предпочтительно ядовитые виды, используются зачастую не ради их мяса, а из-за их привкуса, запаха и яда, растворённого в алкоголе. Этанол денатурирует змеиный яд и, таким образом, яд становится неопасным.
Своими блюдами из мяса змеи и змеиным вином знаменит ночной уличный рынок в районе Хуаси в столице Тайваня.